# غار گدار چشمه
غار گدار چشمه در کوه ارده و در جنوب نیم‌ور قرار دارد.

## یادکرد
1. ↑  «غار گدار چشمه». بایگانی‌شده از اصلی در ۲۳ اوت ۲۰۱۰. دریافت‌شده در ۲۵ دسامبر ۲۰۱۰.
2. ↑  «جاذبه‌های طبیعی استان مرکزی». بایگانی‌شده از اصلی در ۲۲ ژوئیه ۲۰۱۲. دریافت‌شده در ۲ آوریل ۲۰۰۹.